# Википедија на бугарском језику
Википедија на бугарском језику (буг. Българоезична Уикипедия) је верзија Википедије на бугарском језику, слободне енциклопедије, која данас има 304.203 чланака и заузима на листи Википедија 32. место.